# Cynorkis gibbosa
Cynorkis gibbosa är en orkidéart som beskrevs av Henry Nicholas Ridley. Cynorkis gibbosa ingår i släktet Cynorkis, och familjen orkidéer.
Artens utbredningsområde är Madagaskar. Inga underarter finns listade i Catalogue of Life.